# ويليام جي. فيتزجيرالد
ويليام جي. فيتزجيرالد هو سياسي أمريكي، ولد في 2 مارس 1887 في نورويتش في الولايات المتحدة، وتوفي بنفس المكان في 6 مايو 1947. نشط حزبياً في الحزب الديمقراطي. وقد انتخب عضو مجلس ولاية كونيتيكت ‏ وانتخب عضو مجلس النواب الأمريكي.